# El cuerpo en llamas
El cuerpo en llamas (letterlijke vertaling: Het lichaam in brand) is een Spaanse miniserie van Laura Sarmiento. De eerste aflevering verscheen op 8 september 2023 in Nederland en België op Netflix. Burning Body is de Engelse titel op Netflix. Het verhaal is losjes geïnspireerd door de zaak die bekend staat als de Misdaad van de Stedelijke Politie.

## Samenvatting
In mei 2017 wordt het verbrande lichaam van de politieagent Pedro Rodríguez gevonden in een auto bij het Pantà de Foix-stuwmeer in de buurt van Barcelona. Het onderzoek brengt een netwerk van giftige relaties, bedrog, geweld en seksuele schandalen aan het licht waarbij Pedro en drie van zijn politiecollega's betrokken zijn: zijn partner Rosa Peral, haar ex-man Javi Guerrero en haar minnaar Albert López.

## Rolverdeling
| Acteur           | Rol                          |
| ---------------- | ---------------------------- |
| Úrsula Corberó   | Rosa Peral                   |
| Quim Gutiérrez   | Albert López                 |
| José Manuel Poga | Pedro Rodríguez              |
| Isak Férriz      | Javier "Javi" Guerrero       |
| Eva Llorach      | Ester Varona                 |
| Pep Tosar        | Juan Peral                   |
| Mamen Duch       | Rosamari Peral               |
| Guiomar Caiado   | Sofía Guerrero Peral         |
| Alfons Nieto     | Juan José "Juanjo" Nera Rius |
| Quim Ávila       | Álex                         |
| Sergi Cervera    | Néstor                       |
| Pep Ambròs       | Eduard                       |
| Aina Clotet      | Silvia                       |
| Júlia Truyol     | Almudena "Almu"              |
| Aleida Torrent   | Vane                         |
| Bruno Sevilla    | Álvaro                       |
| Meritxell Calvo  | Carmen                       |
| Óscar Dorta      | Alfonso                      |
| Iván Morales     | Gerard                       |
| Anna Moliner     | Montserrat "Montse"          |
| David Bagés      | Tomás                        |
| Raúl Prieto      | Manuel "Manu" Closs          |
| Antonio Durán    | Sellarés                     |
| Pablo Derqui     | Fiscal                       |

## Afleveringen
| Nr. | Titel                          | Regisseur         | Schrijver(s)                       | Originele uitzenddatum |
| --- | ------------------------------ | ----------------- | ---------------------------------- | ---------------------- |
| 1 | El pantano (Het stuwmeer)      | Jorge Torregrossa | Laura Sarmiento                    | 8 september 2023       |
| Naast een bittere juridische strijd die ze voert tegen haar ex-man Javi Guerrero over de voogdij over hun dochter Sofía, ontvangt Rosa Peral verontrustend nieuws wanneer de stoffelijke resten van haar vriend Pedro Rodríguez worden gevonden in een uitgebrande auto aan het stuwmeer van Pantà de Foix. |                                |                   |                                    |                        |
| 2 | Dos Rosas (Twee Rosas)         | Jorge Torregrossa | Laura Sarmiento                    | 8 september 2023       |
| Naarmate het onderzoek van inspecteur Ester Varona vordert, probeert Rosa de verdenking richting Javi te sturen. Glimpen van haar verleden beginnen een verontrustende vorm aan te nemen. |                                |                   |                                    |                        |
| 3 | La caida (De val)              | Jorge Torregrossa | Laura Sarmiento & Eduard Solà      | 8 september 2023       |
| Rosa minimaliseert haar band met haar minnaar Albert López tegenover de politie, maar een gewelddadig incident uit het verleden duidt op een complexe en obscure verbintenis tussen hen. |                                |                   |                                    |                        |
| 4 | Navidad (Kerstmis)             | Laura Mañá        | Laura Sarmiento & Eduard Solà      | 8 september 2023       |
| De breuk tussen Rosa en Javi blijkt meer gelaagd te zijn dan verwacht naarmate Pedro's rol in de reconstructie naar voren komt. De liefdesdriehoek blijkt een vierkant te zijn. |                                |                   |                                    |                        |
| 5 | El amor (De liefde)            | Laura Mañá        | Laura Sarmiento & José Luis Martín | 8 september 2023       |
| Het bewijsmateriaal over Pedro en Rosa legt een ongezonde relatie bloot. Terwijl de stukken met elkaar in verband worden gebracht, lijken de inspecteurs een sterke voorsprong te hebben. |                                |                   |                                    |                        |
| 6 | Lo imposible (Het onmogelijke) | Laura Mañá        | Laura Sarmiento                    | 8 september 2023       |
| De arm der wet slaat toe en Rosa trekt de aandacht van de pers, terwijl ze nog een laatste troef in handen lijkt te hebben. Een incident uit het verleden tussen Pedro en Javi komt aan het licht. |                                |                   |                                    |                        |
| 7 | Frente a frente (Oog in oog)   | Jorge Torregrossa | Laura Sarmiento & Carlos López     | 8 september 2023       |
| Het proces gaat van start en de druk op Rosa neemt toe naarmate nieuw bewijsmateriaal en belangrijke getuigenissen voor de Officier van Justitie worden onderzocht. Javi stemt ermee in om op tv te spreken.                                                                                                |                                |                   |                                    |                        |
| 8 | 1 de mayo de 2017 (1 mei 2017) | Jorge Torregrossa | Laura Sarmiento                    | 8 september 2023       |
| De politie reconstrueert de laatste uren van Pedro's leven en hoe deze de levens van Rosa en Albert hebben beïnvloed. Alles is klaar voor de jury om een oordeel uit te spreken. |                                |                   |                                    |                        |

## Productie
Op 29 juli 2022 maakten Netflix en Arcadia Motion Pictures bekend dat ze een serie aan het ontwikkelen waren over de misdaad van de Stedelijke Politie, nog zonder titel, die zou worden geschreven door Laura Sarmiento en geregisseerd door Jorge Torregrossa en Laura Mañá. In september 2022 werd aangekondigd dat de serie El cuerpo en llamas zou gaan heten en dat Úrsula Corberó, Quim Gutiérrez, José Manuel Poga, Isak Férriz en Eva Llorach de hoofdrollen zouden spelen. De opnames van de serie begonnen op 19 september 2022 in Barcelona en eindigden in februari 2023. In juli 2023 bracht Netflix een trailer uit voor El cuerpo en llamas en maakte bekend dat de serie op 8 september 2023 in première zou gaan. Op 22 augustus 2023 bracht Netflix de volledige trailer van de serie uit.

## Las cintas de Rosa Peral
De documentaire Las cintas de Rosa Peral (De banden van Rosa Peral) is ook beschikbaar op Netflix. Deze documentaire geeft echte beelden weer van interviews die in de gevangenis werden opgenomen van Rosa, sinds ze werd veroordeeld voor de moord op haar partner met hulp van haar ex-minnaar.